# Arcipelago dei Colorados
L'arcipelago dei Colorados (in spagnolo Archipiélago de los Colorados, chiamato anche Archipiélago de Santa Isabel e Archipiélago de Guaniguanico) è una catena di isole e isolotti che si trovano lungo la costa nord-occidentale di Cuba.
Il mare che circonda le isole è utilizzato principalmente per la pesca, con catture commerciali di aragoste, spugne, ostriche, dentici e tonni . C'è anche uno sfruttamento turistico, specialmente su isolotti come Cayo Levisa, dove le spiagge di sabbia bianca, così come i siti per lo snorkeling e le immersioni attirano i turisti.

## Geografia
L'Arcipelago Colorados si sviluppa attorno a una barriera corallina situata al largo della costa settentrionale della Provincia di Pinar del Río, di fronte al Golfo del Messico, tra la Baia di Honda (a nord dell'omonima comunità di Bahia Honda) e Capo San Antonio nella Penisola di Guanahacabibes.
L'arcipelago si sviluppa per circa 100 km (62 mi) in lunghezza ed è composto da piccoli isolotti come Cayo Levisa, Cayo Arenas, Cayo Jutias, Punta Tabaco, Cabezo Seco, Cayo Paraiso, Cayo Buenavista, Banco Sancho Pardo, Cayo Rapado Grande e Cayo Alacranes. Il mare che circonda le isole solamente a sud è delimitato da baie ed estuari, tra cui San Felipe, Honda, Limones, Nombre de Dios, Santa Lucía, Playuelas, Verracos, Tortuga, Catalanes e La Mulata. Esiste un corridoio navigabile tra la barriera corallina e la costa.

## Tabella delle isole
| Nr. 1) | Isola                   | Capitale           | Altre isole | Area (km²) | Popolazione 1) |
| 1      | Banco Sancio Pardo      |                    | | 0.1        | 0              |
| 2      | Cayo Alacranes          | Punta Casiguas     | Medano, Punta Alcaranes                                                                                                 | 4.4        | 0              |
| 3      | Cayo Buenavista         | Punta Dell'Ovest   | Punta dell'Est | 14.9       | 0              |
| 4      | Cayo Inés de Soto       | Playuelas          | La Pasa de la legua, Punta Brava, Cayo Redondo, Cayo Legua, Cayo Pescador, Punta Hicacel, Cayo Prieto, Punta Boquerones | 6.23       | 0              |
| 5      | Cayo Jutias             | Playa Santa Lucia  | | 4          | 0              |
| 6      | Cayo Lévisa             | Cayo Lévisa        | Punta Bailarina, Playa Sur                                                                                              | 2.5        | 5              |
| 7      | Cayo Rapado Grande      | Playa Cedro        | Punta Vinagrera, Punta Remagillal, Punta Perche, La Playita                                                             | 5.47       | 0              |
| 8      | Cayos Punta Tabaco      | Caio Diego         | Cayo De Limones | 2.21       | 0              |
| 9      | Altre isole             | Cayo Curita        | Cayo Catalanes, Cayo Dios, Cayo Arenas, Cayo Cabezo Seco, Cayo Paraiso                                                  | 3.4        | 0              |
|        | Arcipelago del Colorado | pueblo Cayo Levisa | Cayo Jutias | 43.3       | 5              |

1) I dati sull'area e sulla popolazione delle isole risalgono al censimento del 2012.